# Lygodactylus waterbergensis
Lygodactylus waterbergensis là một loài thằn lằn trong họ Gekkonidae. Loài này được Jacobsen miêu tả khoa học đầu tiên năm 1992.